# 美拉德反应

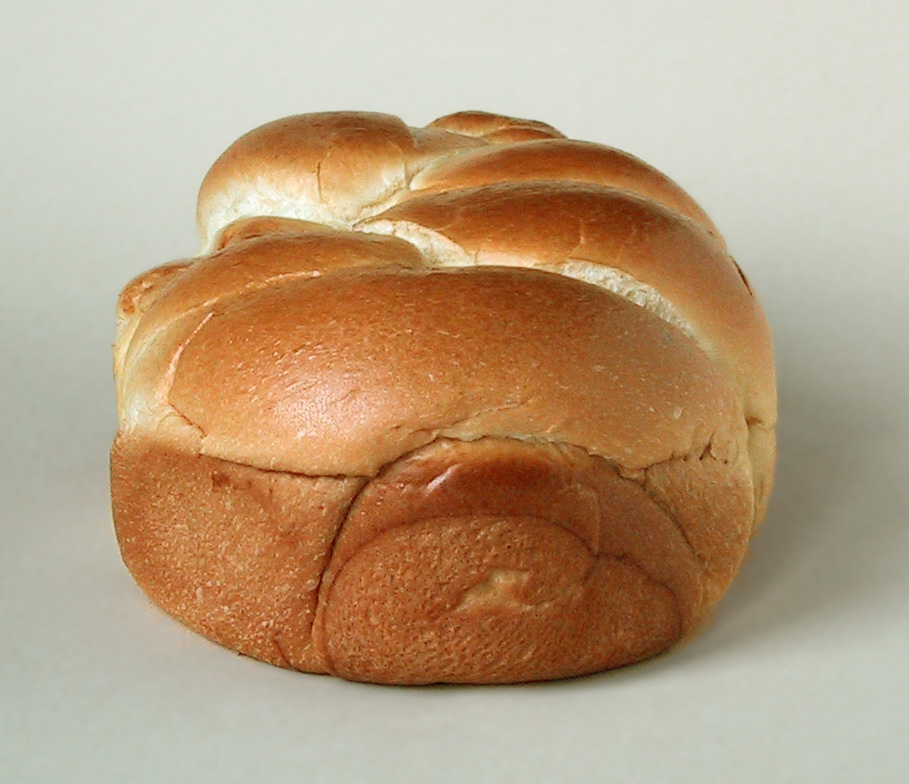
由于美拉德反应，大多数面包的结皮都是金棕色的，如布里欧修法国甜點包

美拉德反应（英語發音：/maɪˈjɑr/ ⓘ，my-YAR；法語發音：[majaʁ]），又称梅纳反应、梅拉德反应、羰胺反应，是广泛分布于食品工业的非酶褐变反应，指的是食物中的还原糖（碳水化合物）与氨基酸／蛋白质在常温或加热时发生的一系列复杂反应，其结果是生成了棕黑色的大分子物质类黑精或称拟黑素。除产生类黑精外，反应过程中还会产生成百上千个有不同气味的中间体分子，包括还原酮、醛和杂环化合物，这些物质为食品提供了宜人可口的风味和诱人的色泽。它以法国化学家路易·卡米耶·马亚尔命名，他在1912年首次描述它，同时试图重现生物蛋白质合成。
“美拉德反应”的產物中，包含顏色的變黃變深變黑、香氣的產生、以及味道上的轉變，例如甜味的產生。
该反应是一种非酶促褐变的形式，其通常快速从约140℃至170℃（280°F至340°F）中进行。在较高的温度下逐渐焦糖化，随后的裂解变得更加明显。在此过程中，产生了数百种不同的风味化合物。这些化合物又分解成形成更多新的风味化合物等等。每种类型的食物都具有在美拉德反应期间形成的非常独特的风味化合物。 风味科学家多年来一直使用这些相同的化合物来制造人造风味。然而，在另一方面，高温亦有利于一种称为丙烯酰胺的化學物質形成，影响健康，但是仍未有充分證據顯示丙烯醯胺對人類為致癌物。

## 历史
1912年时，路易·卡米耶·马亚尔将氨基酸和糖类水溶液混合加热后，溶液产生黄棕色的发现讲给法国科学院的其他科学家听，但当时在座者中几乎没有人能意识到这个反应背后的潜在意义。在1913年，美拉德发表了一篇论文，以解释当氨基酸在高温下与糖反应时会发生什么。1953年，化学家约翰·E·霍奇在美国农业部位于伊利诺伊州皮奥里亚市的实验室工作，出版了一篇论文，将这个反应正式命名为美拉德反应，为美拉德反应建立了一个反应机制。时至今日，美拉德反应已经成为与现代食品工业密不可分的一项技术，在肉类加工、食品储藏、香精生产、中药研究等领域处处可见。目前的研究也显示出其与机体的生理和病理过程密切相关。

## 美食与美拉德反应产品
美拉德反应负责食品中的许多颜色和口味：
- 各种肉类的变褐色，如牛排，烧烤
- 红烧肉的色香味
- 油炸洋葱中的褐色和鮮味
- 咖啡烘焙

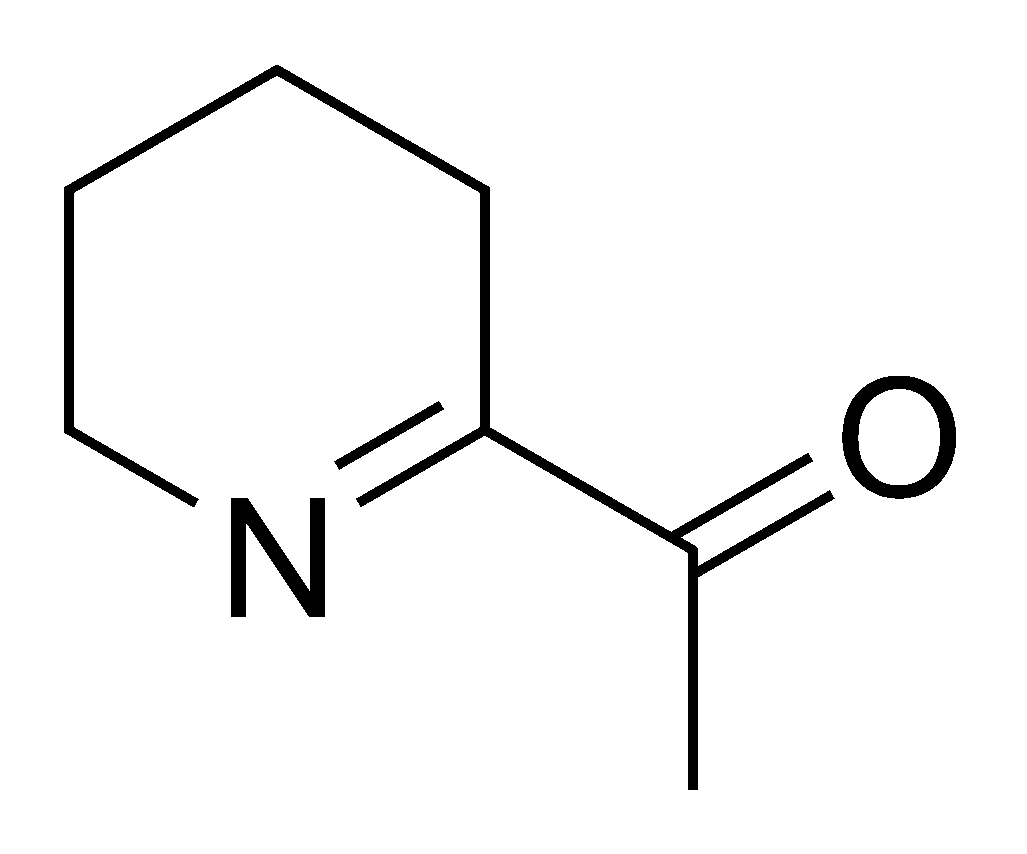
6-乙酰基-2,3,4,5-四氢吡啶

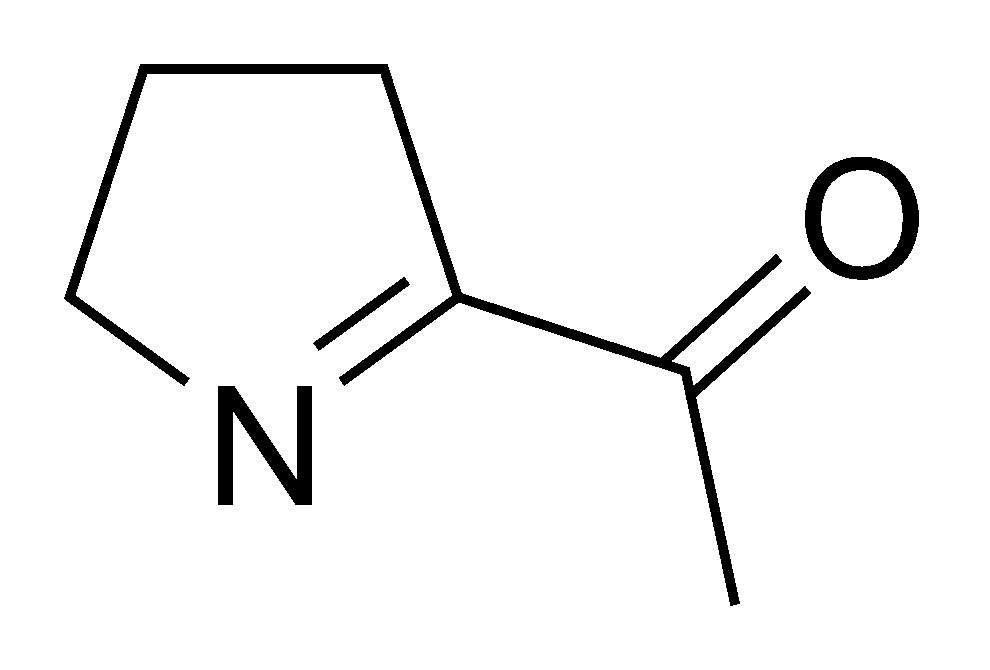
2-乙酰吡咯啉

- 烘烤食品的黑皮如椒盐脆饼，百吉饼和烤面包片
- 炸薯条和其他薯条的金棕色
- 麦芽大麦，在麦芽威士忌或啤酒中发现
- 奶粉或炼乳
- 焦糖牛奶醬
- 黑蒜
- 巧克力
- 轻度烤花生
- 茶叶烘焙

6-乙酰基-2,3,4,5-四氢吡啶负责烘焙食品如面包，爆米花和玉米饼制品中存在的饼干或饼干样味道。 结构相关的化合物2-乙酰基-1-吡咯啉具有相似的气味，并且在不加热的情况下也天然存在，并且提供了各种各样的熟米饭和草本植物（七葉蘭）的典型气味。 两种化合物的气味检测阈值均低于0.06 ng / l。

## 反应过程
以下是霍奇提出的反应历程，也是目前使用最广的版本。

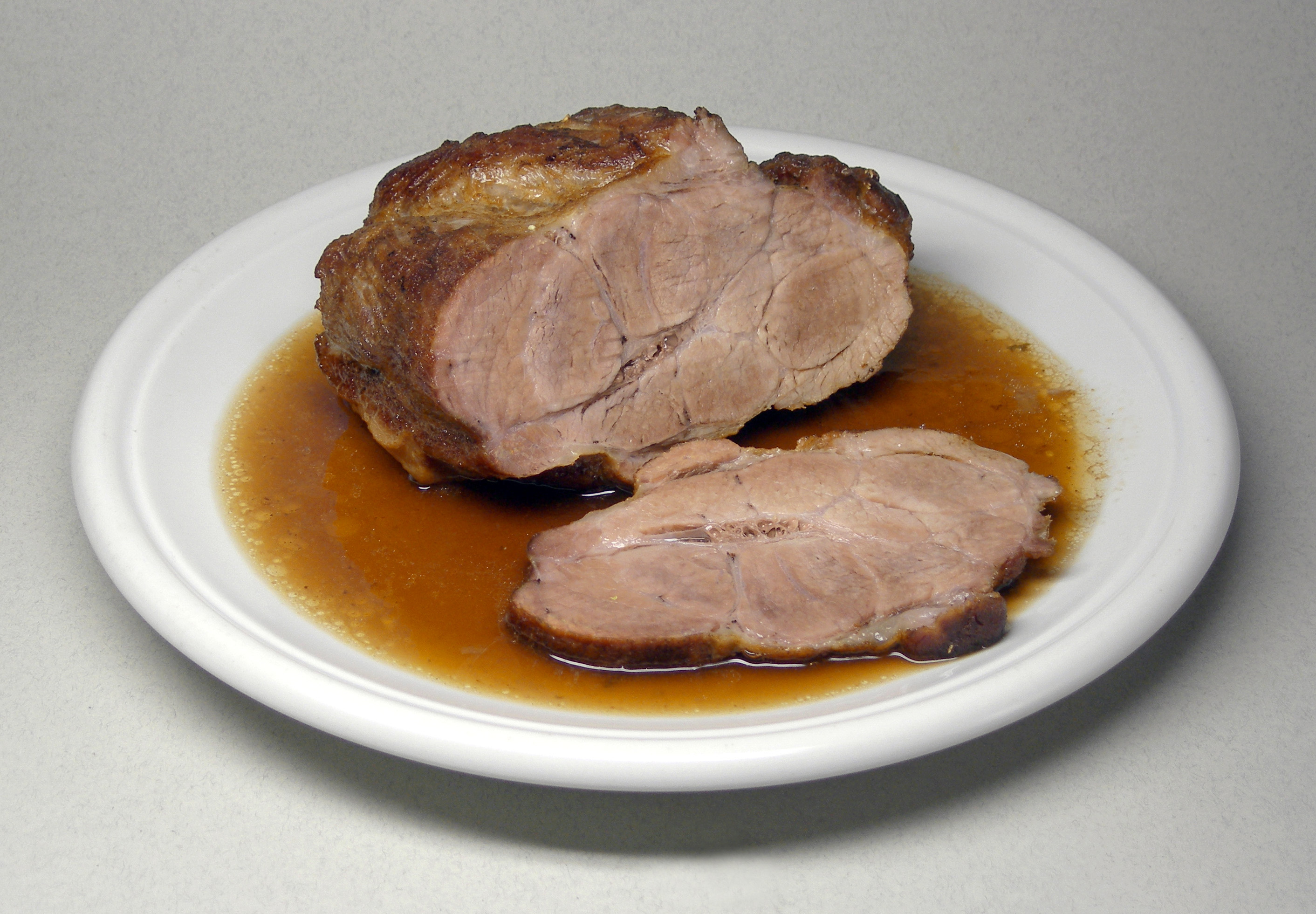
用美拉德反应变褐的烤猪肉

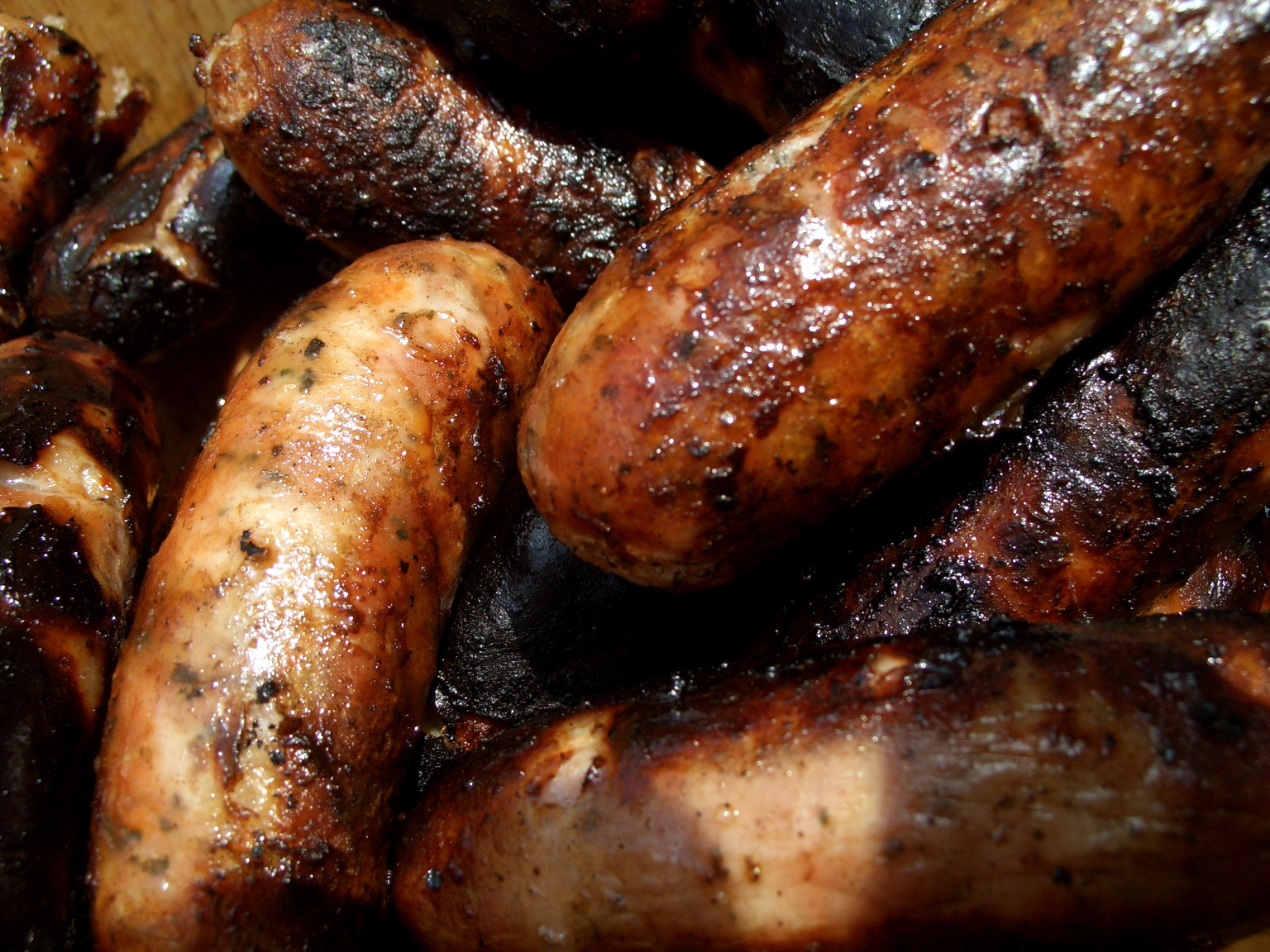
烤过的香肠会变黑并散出香味，就是因为美拉德反应

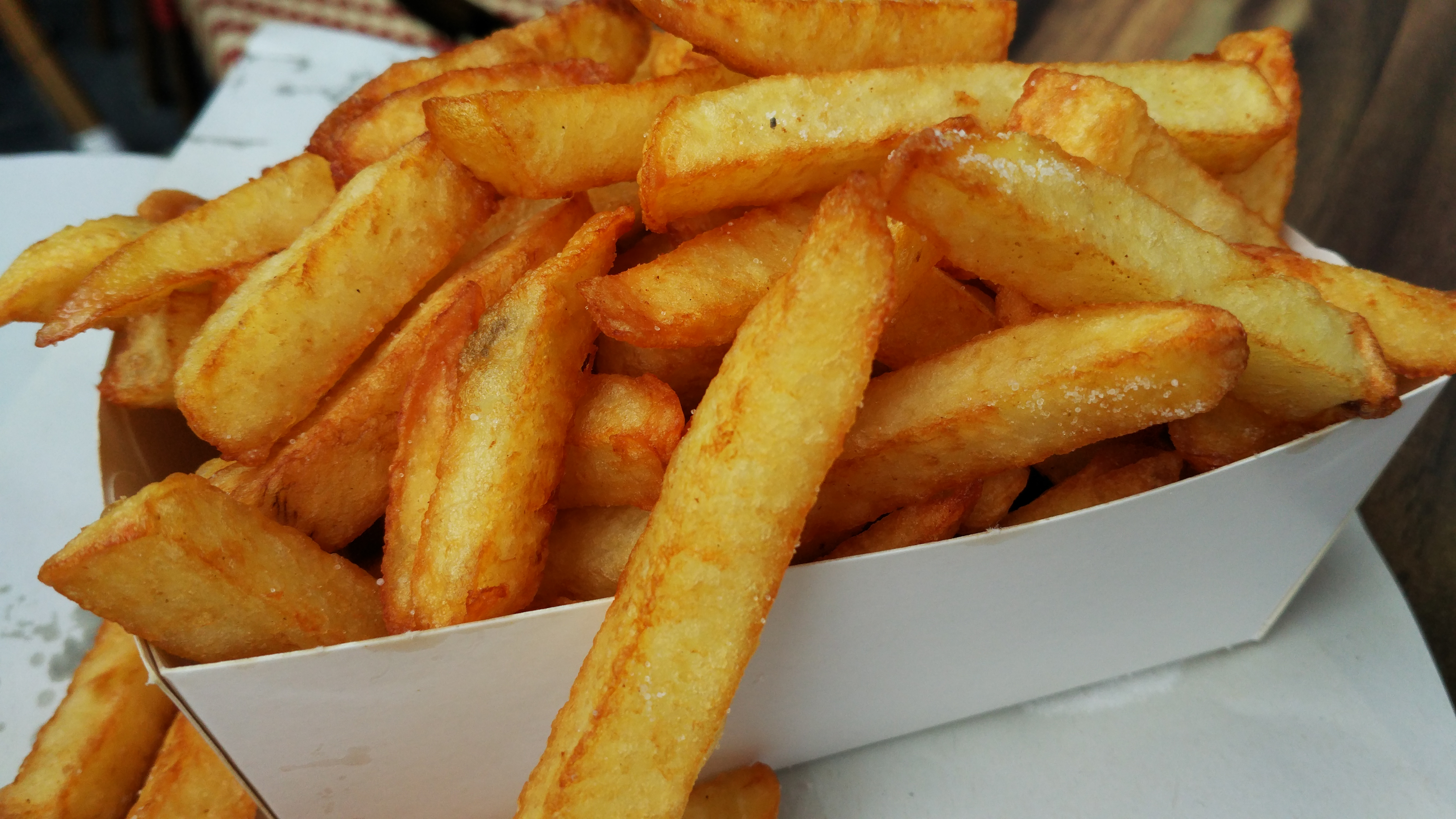
炸薯条在高温下的制备可能导致丙烯酰胺的形成

第一步A是氨基化合物中的氨基的亲核性氮原子对糖羰基碳的进攻，加成为一个羟基胺（N-糖基胺）。这一步是可逆的，生成的羟基胺也可以作为胺进攻另一分子糖，生成二糖基胺。研究显示N-糖基胺在温热时可生成荧光的含氮化合物，该荧光含氮化合物又可很快与甘氨酸反应为类黑素，表明在N-糖基胺和类黑素很可能还有另一条捷径。这便是上图中路线H的来历。
第二步B是N-糖基胺在酸催化下异构为相应的1-氨基-1-脱氧-2-酮糖的阿马道里重排反应，它是不可逆的，25 °C时便自发进行。机理中，糖基胺首先失水生成希夫碱，即亚胺，然后氮被质子化，相邻的碳被去质子化，经烯醇-酮互变异构得到阿马道里重排产物。
阿马道里重排产物可经如下几条主要的路线进行反应：
- pH小于或等于7时，利于1,2-烯醇化，经过1,2-烯胺醇、3-脱氧-1,2-二羰基化合物，最终生成5-羟甲基糠醛／糠醛和类黑素。
- pH大于7且温度较低时，利于2,3-烯醇化，生成2,3-烯二醇、1-甲基-2,3-二羰基化合物（脱氢还原酮）、乙酰基烯二醇（还原酮）。脱氢还原酮易使氨基酸发生脱羧、脱氨反应形成醛和α-氨基酮类，即施特雷克尔降解（英语：Strecker degradation）反应。
- pH大于7且温度较高时，利于裂解，产生丙酮醇、丙酮醛和丁二酮等活性的中间体。

最终阶段：此阶段相当复杂，其历程尚未完全清楚。大致是醛酮在胺催化下发生羟醛缩合反应生成不含氮的聚合物，以及醛类（尤其是α,β-不饱和醛）-胺类在低温下很快聚合或共聚为高分子的含氮类黑素。脱氮聚合物也可以与胺类发生缩合、脱氢、重排、异构化等一系列反应生成类黑素。类黑素是棕黑色的固体，一般含氮3－4％，结构不明，且组成与原料和生成方式有很大关系。目前已知类黑素分子结构中含有不饱和的咪唑、吡咯、吡啶、吡嗪之类的杂环，以及一些完整的氨基酸残基等。

## 应用
天冬酰胺（一种氨基酸）含量较高的馬鈴薯和谷类在与还原性糖（如馬鈴薯自身含有的大量淀粉）共同加热的情况下，会发生美拉德反应生成潜在的致癌物质丙烯酰胺，因此以馬鈴薯作原料经煎炸加热制得的薯条、馬鈴薯片等食物都含有较高含量的丙烯酰胺。由天冬酰胺生成丙烯酰胺的过程如下：

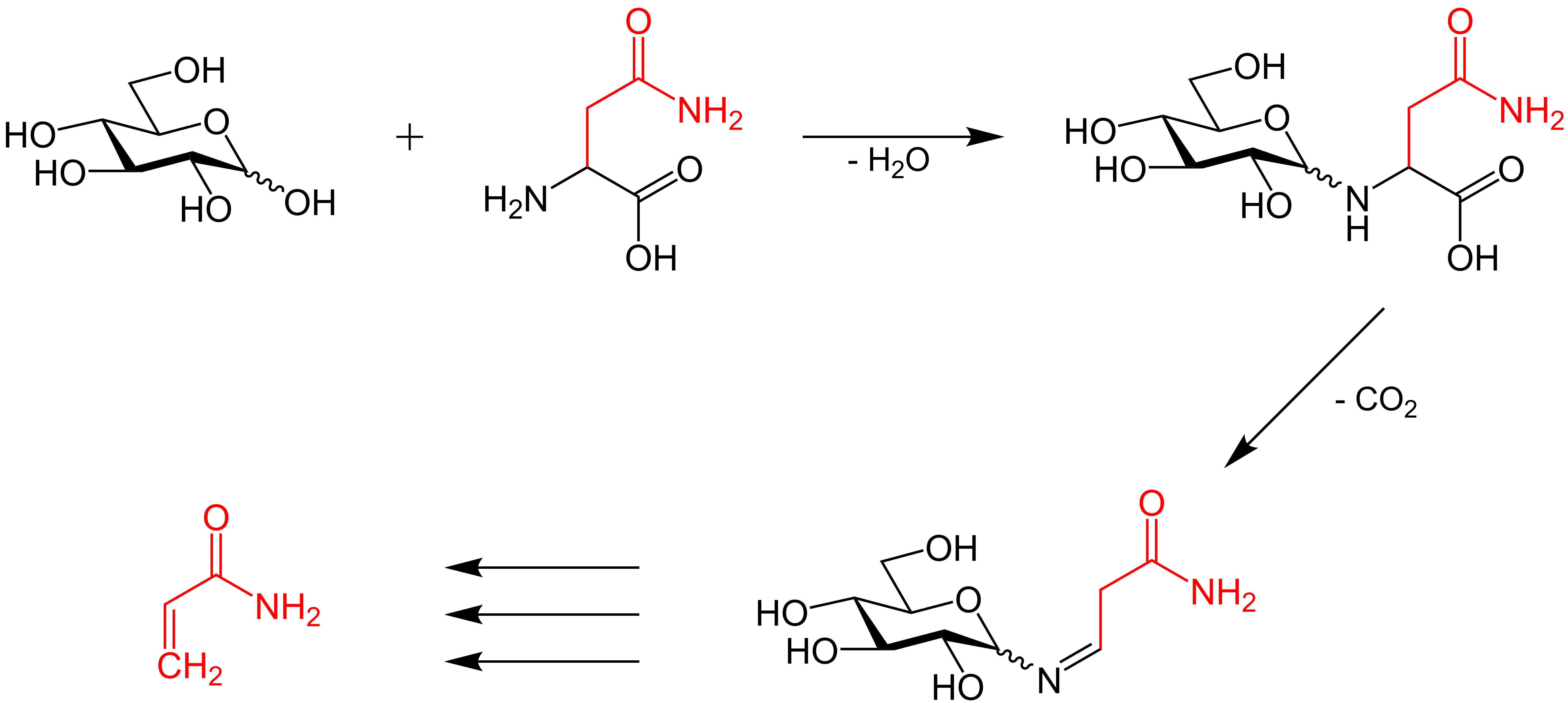
由天冬酰胺生成丙烯酰胺

因此，生产含淀粉食品的时候常会加入天冬酰胺酶水解天冬酰胺，以减少丙烯酰胺的产生。
蛋炒飯也是一種美拉德反應，蛋液與米飯表面在加熱時產生焦糖化反應，米粒會因結晶化而變得較硬且易粒粒分離。粒粒分明的炒飯就是經過上述原理製作而来，這個作用效果與使用隔夜飯與冰箱冷藏、冷凍無關。但因為美拉德反應要發生需要達到攝氏118度，所以在水份不吸乾的情況下，無法達到指定溫度，故使用剛煮好的飯去炒，無法達成粒粒分明的效果。加上冰藏處理的白飯會產生抗性澱粉，減少米粒的黏度提升硬度，因此使用冰箱冷藏過隔夜飯可以去除水份又能增加抗性澱粉，對炒出粒粒分明的炒飯很有幫助。
傳統中菜上，用糖醃肉類或先撒澱粉質在肉類才炒，也會把食材味道的精華鎖住，炒出來的料理帶焦香卻不見燒焦的痕跡，看起來漂漂亮亮，且集色、香、味於一盤。